# Kalloní (ort i Grekland, Nordegeiska öarna)
Kalloní är en ort i Grekland.   Den ligger i prefekturen Nomós Lésvou och regionen Nordegeiska öarna, i den östra delen av landet, 260 km nordost om huvudstaden Aten. Kalloní ligger 11 meter över havet och antalet invånare är 1 776. Den ligger på ön Lesbos.
Terrängen runt Kalloní är kuperad åt nordväst, men åt sydost är den platt. Havet är nära Kalloní åt sydost. Runt Kalloní är det ganska glesbefolkat, med 27 invånare per kvadratkilometer. Närmaste större samhälle är Polichnítos, 17,0 km söder om Kalloní. 